# Juan de Hontañón (rector)
Juan de Hontañón fue rector de la Universidad de Alcalá en el curso 1520-1521. Defendió la neutralidad de la institución académica durante la Guerra de las Comunidades de Castilla.

## Historia
Juan de Hontañón procedía de Medina de Pomar (Burgos), registrándose como colegial del Colegio Mayor de San Ildefonso en enero de 1515. Participó como consiliario durante la segunda rectoría de Miguel Carrasco (1516-1517). Ya, en esa época, el claustro universitario estaba dividió en dos grupos: los "castellanos" y los "béticos" o "ultramontanos". Juan de Hontañón fue elegido rector en la capilla del 18 de octubre de 1520, para el curso 1520-1521, junto con tres consiliarios (del grupo de los béticos): Pedro Lagasca, Gonzalo de Carvajal y Francisco Morilla.
La ciudad complutense abrazó con fuerza el movimiento comunero desde septiembre de 1520, durante el reinado de Carlos I y su impopular corte de flamencos, hasta mayo de 1521. Su base poblacional la constituían pecheros de la villa, sobre todo apoyado por artesanos y comerciantes, en alianza con algunos miembros de la élite leales a la rebelión. La Universidad de Alcalá no fue ajena a la rebelión de las Comunidades de Castilla, y los grupos preexistentes se convirtieron en dos bandos antagónicos: los "castellanos", que apoyaban el levantamiento del común de la ciudad, y los "béticos", a favor de los realistas o imperiales. 
En el bando de los castellanos destacó el estudiante Alonso Pérez de Guzmán (hijo de un líder comunero leonés) al que sus compañeros nombraron "capitán de la Comunidad universitaria alcalaína". Entre el profesorado comunero sobresalieron el clérigo Pedro de Lerma (abad de la Magistral alcalaína), el matemático Pedro Ciruelo, el helenista Hernán Nuñez y el historiador Florián de Ocampo.
Entre los estudiantes del bando bético se significaron: Rodrigo de Cueto y Blas de Lizona (ambos colegiales de San Ildefonso y racioneros de la Magistral de San Justo), Juan de Arabo (capellán del Colegio de San Ildefonso), Gonzalo de Carvajal y Pedro de Lagasca (ambos maestros en Artes y consiliarios del Colegio Mayor de San Ildefonso).
Juan de Hontañón como rector del Colegio Mayor de San Ildefonso, y por extensión de la Universidad de Alcalá, intentó que la institución académica se mantuviera neutral, aunque el 7 de marzo de 1521 salió a recibir personalmente en Alcalá de Henares al obispo de Zamora, Antonio de Acuña (comunero con un ejército de clérigos armados) cuando iba de camino hacia Toledo. Sin embargo, los colegiales y profesores de la Universidad sí participaron activamente en el conflicto, incluso con luchas internas que llegaron a producir heridos, entre ellos el propio rector, que acabaron posteriormente en juicio, el 29 de abril, con la expulsión de varios miembros del bando bético. 
Al finalizar la revolución con la derrota de los comuneros, el rector Hontañón fue juzgado por el memorial de dos de los béticos expulsados, Cueto y Lizona, que le inculpaban de colaborar en la rebelión de las Comunidades de Castilla. El maestro Pedro Ciruelo fue nombrado juez árbitro por la capilla de los colegiales; dictando sentencia el 28 de agosto, que obligaba a todos los colegiales implicados a realizar un acto público de perdón mutuo por todas las faltas cometidas. El acto de reconciliación tuvo lugar el 30 de agosto. Los estudiantes expulsados fueron readmitidos el 19 de octubre, mediante la solicitud del rector Hontañón al cardenal regente Adriano de Utrecht.